# Hydrotaea changbaiensis
Hydrotaea changbaiensis är en tvåvingeart som beskrevs av Xue, Zhang och Liu 1994. Hydrotaea changbaiensis ingår i släktet Hydrotaea och familjen husflugor.
Artens utbredningsområde är Liaoning (Kina). Inga underarter finns listade i Catalogue of Life.